# Abaliget
Abaliget är en by i den ungerska provinsen Baranya, tio kilometer nordväst om staden Pécs. Abaliget har 647 invånare (2019).
I anslutning till byn finns en droppstensgrotta, Abaligetgrottan. Den upptäcktes 1768 och utgör sedan 1941 naturreservat.